# Kirk Kerkorian

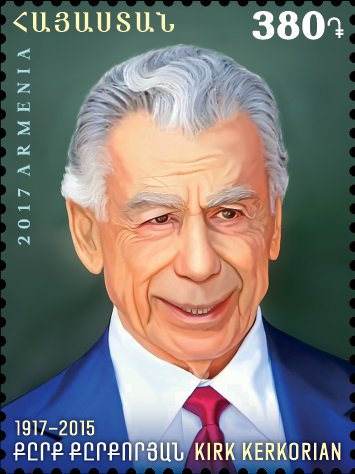
Kirk Kerkorian

Kerkor „Kirk“ Kerkorian (* 6. Juni 1917 in Fresno, Kalifornien; † 15. Juni 2015 in Los Angeles, Kalifornien) war ein US-amerikanischer Unternehmer, Multimilliardär und Vorstandsvorsitzender (CEO) des Investmentunternehmens Tracinda Corporation mit Sitz in Beverly Hills, Kalifornien. Er war Besitzer zahlreicher Hotels in Las Vegas und einer der wichtigsten Investoren der Film- und Automobilindustrie.

## Leben
Kerkor „Kirk“ Kerkorian wurde 1917 im kalifornischen Fresno als Sohn armenischer Immigranten geboren und wuchs in armen Verhältnissen auf. Sein Vater war Obsthändler. Mit 9 Jahren fing er an zu arbeiten, um seine Familie zu ernähren. Die Schule brach er in der 8. Klasse ab. Unter der Obhut seines älteren Bruders wurde Kerkorian zunächst Amateurboxer, ab 1939 konzentrierte er sich auf das Fliegen. Im Zweiten Weltkrieg war er Pilot in der Royal Air Force.

## Fluggesellschaft
Im Jahr 1947 kaufte Kerkorian für 60.000 Dollar eine kleine Charterfluggesellschaft, deren Flugzeuge er ab Anfang 1948 unter dem Namen Los Angeles Air Service (LAAS) zwischen Los Angeles und Las Vegas einsetzte. Aus dem Unternehmen ging 1960 die Trans International Airlines hervor. Kerkorian brachte die Fluggesellschaft 1965 erfolgreich an die Börse, verkaufte sie 1968 für 104 Millionen Dollar an die Transamerica Corporation und sicherte sich dabei 85 Millionen Dollar in Aktien an diesem Konzern.

## Kerkorian und Las Vegas
Kerkorian galt als „König von Las Vegas“, das er 1944 erstmals besuchte.
1962 kaufte er für 960.000 US-Dollar in Las Vegas ein 32,2 Hektar großes Grundstück, das er zunächst für 4 Millionen US-Dollar an das Hotel Caesars Palace vermietete und später für weitere 5 Millionen US-Dollar an selbiges verkaufte. Ein weiteres 33 Hektar großes Grundstück erwarb er 1967 für 5 Millionen US-Dollar, darauf errichtete er das „International Hotel“ (heute Westgate Las Vegas Resort & Casino) mit dem damals größten Showroom in Las Vegas (etwa 2.000 Plätze) und mit 1.512 Zimmern das zu der Zeit größte Hotel der Welt. Für die Eröffnungssaison des Hotels konnte er 1969 als Showact Elvis Presley verpflichten. 1971 eröffnete er das MGM Grand für 107 Millionen US-Dollar, das abermals das größte Hotel der Welt war. 1986 verkaufte Kerkorian das alte MGM Grand und sein Schwesternhaus für fast 600 Millionen US-Dollar an den Hotel- und Casino-Komplex Bally’s Las Vegas, der mittlerweile den Namen Horseshoe Las Vegas trägt. Über sein Spinoff-Unternehmen MGM Mirage (heute: MGM Resorts International) baute er ein neues MGM Grand Hotel, das 1993 eingeweiht wurde. Kerkorian besaß zudem das Flamingo Las Vegas. Zum Casino- und Hotelbetreiber MGM Resorts International gehören zudem noch etliche andere weltbekannte Casinohotels in Vegas, darunter das Bellagio, das Mirage, Treasure Island Las Vegas und New York-New York.
Bis zu seinem Tod war Kerkorian Hauptaktionär des MGM Resorts International mit Sitz in Las Vegas.

## Kerkorian und Metro-Goldwyn-Mayer
1969 übernahm Kerkorian Metro-Goldwyn-Mayer (MGM), noch im selben Jahr ernannte er James T. Aubrey d. J. zum Präsidenten. Daraufhin wurden viele Geschäftsaktivitäten zurückgefahren. Geschäftszweige, Grundstücke und viele historische Erinnerungsstücke wurden verkauft, darunter Dorothy Gales weinrote Pantoffel aus dem Film The Wizard of Oz (dt. Der Zauberer von Oz). Trotz ihres Niedergangs konnte MGM in den 1970er Jahren noch eine Reihe bekannterer Filme drehen, wie zum Beispiel Fame, Logan’s Run (Flucht ins 23. Jahrhundert) oder Shaft.
1979 bezeichnete Kerkorian MGM als eine Firma, die schwerpunktmäßig Hotels betreibe. 1981 erwarb er auch noch United Artists. Beide Firmen wurden 1986 an Ted Turner verkauft.

## Autobranche
Kerkorians Tracinda Corporation war Hauptaktionär der Chrysler Corporation und Kerkorian wirkte entscheidend mit, als diese 1998 mit Daimler-Benz fusionierte. Im Anschluss verklagte Kerkorian das Unternehmen auf acht Milliarden Dollar Schadenersatz, weil der Zusammenschluss seiner Meinung nach nicht wie behauptet eine „Fusion unter Gleichen“ (Merger of Equals), sondern eine Übernahme Chryslers durch Daimler-Benz gewesen sei. Kerkorians Klage stützte sich unter anderem auf eine unglückliche Formulierung von Jürgen Schrempp in einem Interview mit der Financial Times vom 30. Oktober 2000. Im April 2007 bekundete Kerkorian im Zuge der finanziellen Schwierigkeiten des Daimler-Chrysler-Konzerns erneut Interesse an einer Übernahme von Chrysler. Er soll 4,5 Milliarden Dollar für die amerikanische Automarke geboten haben.
Im Jahr 2005 kaufte er in großem Umfang Aktien der angeschlagenen General-Motors-Gruppe und hielt zeitweise 9,9 % der Anteile an GM. Im November 2006 verkaufte Kerkorians Firma Tracinda jedoch 2,5 % der Aktien im Wert von 264 Millionen US$. Im April 2008 kaufte er etwa 5 % der Aktien des angeschlagenen Automobilherstellers Ford Motor. Bis Dezember 2008 trennte er sich allerdings von der Ford-Beteiligung, da diese im Zuge der Finanzkrise erheblich an Wert verloren hatte.

## Wohltätigkeit
Kirk Kerkorian hat im Laufe seines Lebens über 1 Milliarde Dollar für Wohltätigkeitszwecke weltweit gespendet. 2011 spendete er über seine Lincy-Stiftung 200 Millionen Dollar an die UCLA für Stipendien, die Medizinforschung und andere Projekte. Zudem förderte er über seine Lincy-Stiftung soziale Projekte in Armenien. Nach dem schweren Erdbeben in Armenien 1988 stellte Kerkorian 200 Millionen US-Dollar für den Wiederaufbau zur Verfügung, womit unter anderem die Handelsstraße von Iran über Armenien zur georgischen Schwarzmeerküste wieder hergestellt werden konnte.
Die Stiftung ist – wie schon seine Holdinggesellschaft Tracinda – nach seinen Töchtern Linda und Tracey benannt.
Für Andre Agassis Wohltätigkeitsorganisation „The Andre Agassi Foundation for Education“ tätigte Kerkorian 2011 eine Spende in Höhe von 18 Millionen Dollar, die der Organisation eine ewige Zukunft ermöglichen soll.

## Vermögen
Vor der Finanzkrise 2007 wurde Kerkorians Vermögen auf 15 Milliarden Dollar taxiert. Er rangierte damit auf der Forbes-Liste der reichsten Menschen der Welt auf Platz 31. 2015 stand Kerkorian laut der Vermögensliste des Forbes Magazine mit geschätzten vier Milliarden Dollar (3,6 Mrd. Euro) an 393. Stelle, was ihn mit seinen 98 Jahren nach David Rockefeller, der im Juni 2015 100 Jahre alt wurde, zum zweitältesten Milliardär der Welt machte.

## Privates
Kerkorian war dreimal verheiratet. Seine erste Ehefrau war Hilda Schmidt, mit der er von 1942 bis 1952 verheiratet war. Aus seiner zweiten Ehe mit Jean Maree Harbour-Hardy, die von 1954 bis 1984 hielt, gingen die beiden Töchter Tracy und Linda hervor.
In dritter Ehe war Kerkorian 1999 für 28 Tage mit der 48 Jahre jüngeren Profitennisspielerin Lisa Bonder verheiratet. Das Sorgerecht für das angeblich gemeinsame Kind Kira wurde nach der Scheidung Bonder zugesprochen. Nachdem Kerkorian im Jahr 2001 Detektive engagiert hatte, um seiner früheren Ehepartnerin Bonder eine Affäre mit Steve Bing nachzuweisen, stellte sich heraus, dass jener der Vater des Kindes ist. Obwohl nachgewiesen wurde, dass Kerkorian nicht der biologische Vater von Kira war, willigte er 2010 ein, für das Kind einen monatlichen Kindesunterhalt von 100.000 Dollar zu zahlen.
Es folgte ein weiterer Rechtsstreit, nun jedoch wegen Verletzungen der Privatsphäre. Die Detektive hatten auch Bings Müll durchsucht und dabei Zahnseide gefunden, die für den Vaterschaftsnachweis mittels DNA-Analyse benutzt wurde.

## Sonstiges
1986 ließ er auf der Elsflether Werft die 36-Meter Luxusyacht October Rose – benannt nach seiner Schwester – bauen.
Im Februar 2015 wurde bekannt, dass Kerkorian einen Film über den Völkermord an den Armeniern finanzieren wird. Der 2016 fertiggestellte Film namens „The Promise“ behandelt eine Liebestragödie vor dem Hintergrund des Völkermords an den Armeniern während des Ersten Weltkriegs. Regie führte Terry George und das Drehbuch schrieb Robin Swicord. Schauspieler Christian Bale und Oscar Isaac übernahmen eine Hauptrolle.
Bei einer Benefizveranstaltung für Andre Agassis Wohltätigkeitsorganisation gab dieser bekannt, dass Kerkorian der Familie Agassi in schwierigen Zeiten finanziell geholfen und für ihren Lebensunterhalt gesorgt hat. Agassis Vater Emmanuel „Mike“ Agassi, der wie Kerkorian ebenfalls armenischer Herkunft ist, arbeitete im MGM Grand Hotel, das auf Grund eines Feuers im November 1980 geschlossen werden musste, was zur Entlassung seiner Mitarbeiter führte. Kerkorian übernahm ebenfalls die Kosten einer Herzoperation von Mike im Jahre 1995. Andre Agassis Mittelname Kirk ist Kerkorian gewidmet.